# Astro TV (Duitsland)
Astro TV is een commerciële Duitse televisiezender, die zich met astrologie en esoterie bezighoudt. De zender wordt door adviqo AG geëxploiteerd en ging op 14 juni 2004 van start.

## Programmering
Het grootste deel van de programmering bestaat uit call-in-programma's, waarbij kijkers tegen betaling kunnen inbellen en na selectie met een toevalsgenerator worden doorverbonden naar de studio. Daar worden de kijkers door middel van horoscopen, helderziendheid, kaartleggen of andere methodes van de waarzeggerij geadviseerd. Bovendien biedt Astro TV een gratis eerste gesprek aan. Soms worden ook programma's van hun eigen Astro TV Shop uitgezonden.

## Kritiek
Astro TV wordt om verschillende redenen vaak bekritiseerd. Het advies van de astrologen is meestal erg vaag, waardoor het advies op iedereen van toepassing zou kunnen zijn. Omdat niet alle bellers in de show terechtkomen, kunnen door veelvuldig inbellen hoge kosten ontstaan. Bovendien bestaat er het gevaar dat kijkers verslaafd raken aan zulke astrologische consulten.

## Ontvangst
Astro TV is in Europa digitaal beschikbaar via Astra 19,2°O en verder in Duitsland via verschillende aanbieders van kabeltelevisie. De zender kan ook via het internet worden bekeken. Soms worden programma's van deze zender ook in het programma van andere zenders zoals Sport 1, Das Vierte, Family.TV, Hamburg 1 of Sonnenklar.TV uitgezonden.